# Monastère d'Iveron
Ne doit pas être confondu avec Monastère d'Iveron de Ienisseïsk.
Le monastère d'Iveron ou Iviron (en grec moderne : Ιβήρων, en géorgien : ივერონი ou ივერთა მონასტერი) est un des vingt monastères orthodoxes de la communauté monastique du mont Athos.
Situé au nord-est de la péninsule, il occupe la 3e place dans le classement hiérarchique.
Il est dédié à la Très Sainte Mère de Dieu, fête votive le 15 août (28 août).
En 1990, il comptait 61 moines.

## Histoire
Le monastère a été fondé à la fin du Xe siècle par deux moines de Géorgie orientale, Jean de Mthatsminda et Jean Tornike. Il a servi de modèle en Russie pour la création du Monastère Iverski de Valdaï au milieu du XVIIe siècle.

## Origine du nom Iveron
D'Iveron signifie tout simplement le monastère "des Ibères" (génitif pluriel grec), comme le monastère que les orthodoxes italiens avaient au Mont-Athos s'appelait "Amalfion" ("des Amalfitains"). "Ibères" est l'ancien terme pour désigner les Géorgiens de l'est, habitant de l'Ibérie.
En effet, le monastère d'Iveron, aujourd'hui monastère de langue grecque, était le monastère des Géorgiens sur la sainte Montagne, comme le monastère de Zographou est resté jusqu'à ce jour le monastère des Bulgares, le monastère de Chilandari le monastère des Serbes et le monastère de Panteleimon le monastère des Russes.

## Patrimoine
La bibliothèque du monastère contient 2 000 manuscrits, 15 rouleaux liturgiques et 20 000 livres en géorgien, grec, hébreu et latin. 
Lien vers les manuscrits sur le site du monastère : https://manuscripts.imiviron.gr/?lang=en Et le catalogue des manuscrits réalisé en 2022 : https://www.imiviron.gr/en/product/catalogue-of-the-georgian-manuscripts-holy-monastery-of-iviron/
La célèbre Icône Notre-Dame Porte du Ciel du IXe siècle y est conservée.

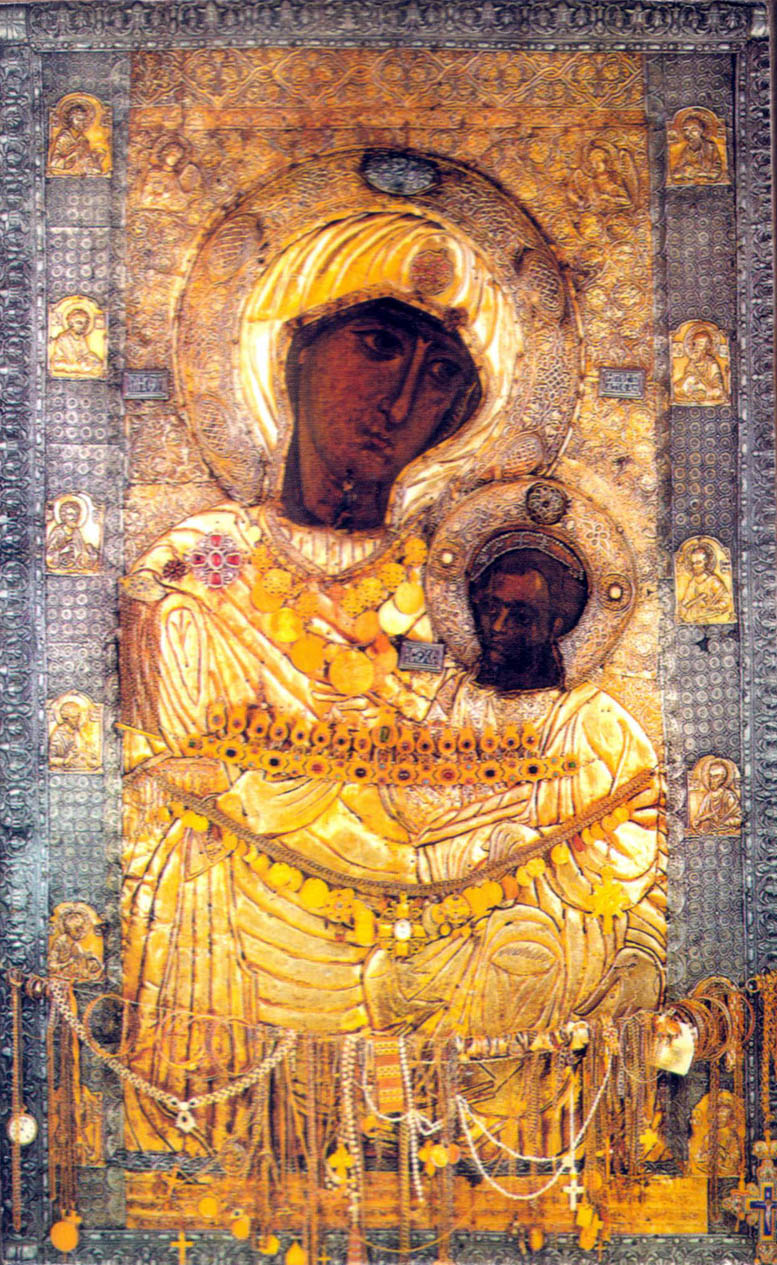
Icône Notre-Dame Porte du Ciel